# Kisréti-víznyelőbarlang
A Kisréti-víznyelőbarlang a Duna–Ipoly Nemzeti Parkban, a Gerecse hegységben, a Gerecsei Tájvédelmi Körzetben található egyik barlang. Denevérek is előfordulnak benne.

## Leírás
A tatabányai Kő-hegy ÉK-i nyúlványának tekinthető Kis-réten van szabálytalan alakú, 1,2 m széles és 1 m magas bejárata, amely egy töbör aljába mélyedő 2 m mély kutatóaknából nyílik. A szűk és meredeken lejtő járat 6 m után egy kicsi, 6,5 m hosszú, 1,5–2,5 m széles és 1,5–3 m magas terem tetejébe érkezik. A végződésénél kezdődő kuszoda 4 m hosszú. Felső triász vastagpados mészkő ÉK–DNy irányú törésvonala mentén a beszivárgó vizek korróziós hatására jött létre. Viszonylag száraz, átlagos klímájú barlang.
A Gerecse Barlangkutató és Természetvédő Egyesület végzett denevér-megfigyeléseket benne, amelyek során két denevérfaj; kis patkósdenevér és nyugati piszedenevér jelenlétét állapították meg a csoporttagok. Az észlelési adatok és a néha fellelhető friss ürülék alapján a Kisréti-víznyelőbarlang kis faj- és egyedszámú alkalmi téli és feltételesen nyári denevér-szálláshelynek tekinthető.
1981-ben volt először Kisréti-víznyelőbarlangnak nevezve a barlang az irodalmában. Előfordul a barlang az irodalmában 9. sz. nyelő (Juhász 1977), 9.sz.nyelő (Juhász 1977), 9.sz. viznyelő (Juhász 1978), 9. sz. víznyelő (Juhász 1994), 9.sz. víznyelő (Székely 1994), Kisréti-barlang (Juhász 1977), Kisréti-viznyelőbarlang (Juhász 1986) és Kisréti-víznyelő-barlang (Juhász 1994) neveken is.

## Kutatástörténet
1969-ben a Tatabányai Szénbányák Barlangkutató Csoportja Szentiványi Gábor vezette 1. sz. csoportja elkezdte feltárni a kisréti vadászháztól D-re kb. 1200 m-re lévő 9. sz. víznyelőt. A bokros aljnövényzet kiirtása után hozzáférhetővé tették a csoporttagok a víznyelőbejáratot és elkezdték eltávolítani a hordalékot. Munka közben tüzérségi lövedéket találtak, ezért abba kellett hagyniuk a feltáró munkát. Az előkerült tüzérségi lövedékről tájékoztatták a Komárom megyei Tanács illetékes osztályát. A csoport 1969. évről szóló jelentésében az olvasható, hogy ebben az évben nem lett eltávolítva a lövedék a helyéről.
Az 1972. évi Karszt- és Barlangkutatási Tájékoztatóban az van írva, hogy amikor a csoport létszáma megnövekedett, azaz 1972 márciusában kezdte el kutatni a csoport a 9. sz. víznyelőt. A víznyelő a kisréti vadászháztól kb. 250 m-re, Alsógalla irányában és 300 m tengerszint feletti magasságban van. A csoport barlangkutatói kezdetben 2 kutatási pontot határoztak meg. Az egymástól kis távolságra lévő 2 nyelő nem egy szinten helyezkedik el. Valószínűleg az alsó szint később, rányelőként jött létre. A felső szinten végzett próbakutatás is indokolta a két nyelő kapcsolatát.
A felső nyelő bontását időlegesen felfüggesztették és az alsó szintet kezdték kutatni. A laza törmelékes talaj gyors előrehaladást ígért. Azonos 1 m-es mélységben asztal nagyságú sziklák tették nehézzé a továbbhaladást. A felszíntől 4 m mélységben bejutottak egy 7 m hosszú és 2 m széles hasadékterembe, amelynek iránya megegyezett a felső szinten lévő 1. sz. víznyelő irányával. Tervezték, hogy télen folytatni fogják a 9. sz. víznyelő kutatását.
1972-ben a csoport a víznyelő kutatására kb. 8600 órát fordított. 1975 első negyedében a Tatabányai Barlangkutató Csoport folytatta a 9. sz. víznyelő bontását és a bejárati szakaszon új ácsolatot épített. Kb. 11,5 m³ törmelék lett eltávolítva és ezzel a barlang talppontja 3 m-rel lejjebb került. A Vértes László Karszt- és Barlangkutató Csoport 1977-es jelentése szerint 1977-ben jelentős feltáró munkát nem végzett a csoport a barlangnál. Megjavította a megrongálódott bejárati ácsolatot és eltávolította a mozgó köveket. Az év végén elkezdte felmérni a barlangot 1:100 méretarányú térkép szerkesztéséhez.
1978. október 15-én Pálfalvi Tamás, Puskás György és Juhász Márton felmérték a barlangot és a felmérés alapján Juhász Márton szerkesztett, rajzolt 1:100 méretarányú alaprajzi térképet 1:10.000 méretarányú helyszínrajzzal, valamint 1:100 méretarányú hosszmetszet térképet. A felmérés szerint 24 m hosszú és 10,7 m mély. A Vértes László Karszt-Barlangkutató Csoport 1978. évet tárgyaló jelentésében az van írva, hogy a Kisréti-barlang a kisréti vadászház közelében található és ÉK–DNy irányú hasadék mentén jött létre a már inaktív víznyelőbarlang. A csoport az 1970-es évek elejétől több éven át bontotta.
Az eredeti nyelőszáj elagyagosodott és reménytelennek látszott feltárása, ezért a lapos, tál alakú töbör alján lévő friss berogyás mentén új bejáratot nyitottak a tagok és hamarosan bejutottak egy kis hasadékterembe. A feltáró munka a bejárat biztosítása után folytatódott. Több 10 m³ agyagot és kőtörmeléket hordtak a felszínre. Új levegős üreget nem értek el, de kiástak egy 6 m hosszú, 2,5 m széles, 3 m magas termet és egy szűk kúszójáratot. 1975 végén fejezte be a munkát a barlangban a csoport. A barlangban kevés a képződmény, néhány fejletlen cseppkőlefolyás figyelhető meg az alsó teremben. Kitöltése kőtörmelékes agyag.
A Kőbányai Barlangkutató és Hegymászó Szakosztály 1979. évi beszámolójában található barlangleírás szerint a barlang bejárata Tatabánya-alsó felett, a kisréti vadászháztól D-re kb. 200 m-re, az úttól kb. 30 m-re, kb. 300 m tengerszint feletti magasságban, nagyon nehezen megtalálható helyen, bozót közepén helyezkedik el. Az inaktív nyelőt 1972 márciusában kezdte el bontani a Tatabányai Szénbányák Barlangkutató Csoportja. 1975-ben fejezték be a dachsteini mészkőben ÉK–DNy irányú hasadék mentén keletkezett barlang feltárását. Jelentéktelen cseppkőlefolyások vannak a Juhász Márton információja alapján 24 m hosszú és 10,7 m mély barlangban. Élővilága nem ismert. Az ismertetés 5 irodalmi mű és Juhász Márton közlései alapján íródott.
Az 1981. évi Karszt és Barlang 1–2. félévi számában nyilvánosságra lett hozva, hogy a Kisréti-víznyelőbarlangnak 4630/31. a barlangkataszteri száma. Az 1984-ben kiadott Magyarország barlangjai című könyv országos barlanglistájában szerepel a Gerecse hegység barlangjai között a 4630/31 barlangkataszteri számú barlang Kisréti-víznyelőbarlang néven. A listához kapcsolódóan látható a Dunazug-hegység barlangjainak földrajzi elhelyezkedését bemutató 1:500 000-es méretarányú térképen a barlang földrajzi elhelyezkedése. Az 1986. január 5-i barlangbejáráskor a Vértes László Karszt- és Barlangkutató Csoport megállapította, hogy nincs benne denevér.
Az 1994. évi Limesben közölt, Visszapillantás a tatabányai barlangkutatás elmúlt 25 évére című tanulmányban az olvasható, hogy a Tatabányai Szénbányák Barlangkutató Csoportja 1969-ben kezdte el bontani a 9. sz. víznyelőt. 1972-ben a 9. sz. víznyelőben feltárt járat később a Kisréti-víznyelő-barlang nevet kapta. 1975 elején a barlangban kis bontások történtek. 1978-ban készült el a barlang térképdokumentációja. A tatabányai barlangkutató csoportok jelentősebb barlangfeltárásainak kronológiáját szemléltető ábrán nyomon követhető a barlang feltárástörténete. A publikációhoz mellékelve lett egy 1974-ben készült fénykép, amelyen a barlangnál lévő feltáró brigád látható és egy olyan fénykép, amelyen a barlang bontása figyelhető meg.
Az 1994. évi Limesben közölt, Székely Kinga által írt dolgozatban az van írva, hogy a 4630/31 barlangkataszteri számú Kisréti-víznyelőbarlang másik neve 9.sz. víznyelő. Bertalan Károly barlangleltárában nem szerepel az üreg. A Barlangtani Intézetben a barlangnak nincs kataszteri törzslapja, fényképe és irodalmi törzslapja, de térképe és kutatási törzslapja van. Az 1997. május 28-i barlangbejáráskor a Gerecse Barlangkutató és Természetvédő Egyesület megállapította, hogy nincs benne denevér. 1997. augusztus 17-én Lovas Lajos a barlang alsó részében egy riasztott és repkedő, meghatározatlan fajú denevért észlelt.
A 2001. február 25-i, a 2001. június 23-i, a 2002. június 23-i, a 2002. december 29-i, a 2003. január 28-i, a 2003. június 22-i, a 2004. június 29-i, a 2006. január 22-i és a 2006. június 4-i barlangbejárásokkor az egyesület megállapította, hogy nincs benne denevér. 2004. december 22-én Juhász Márton és Puskás György a barlang alsó részének mennyezetén, 2 m-es magasságban simulva-lógva egy nyugati piszedenevért figyeltek meg.
Juhász Márton 2007. évi tanulmányában részletesen ismertetve van. A publikációban az van írva, hogy a Tatabányán lévő Kisréti-víznyelőbarlang másik neve 9.sz. víznyelő. Közhiteles barlangnyilvántartási száma 4630-31, UTM-kódja CT07D1. A barlang 24 m hosszú és 10,5 m mély. Szabadon látogatható. Nyitott bejárata eldugott helyen nyílik, ezért nem fenyegeti számottevő emberi zavarás. Jelentős védelmi problémát okoz viszont omladékos bejárati része, mely beomlással és feltöltődéssel veszélyezteti a barlangot. Az omlásveszélyt a bejárat biztonságos kiépítésével, esetleg lezárásával lehetne maradandóan megszüntetni. A barlangban a Gerecse Barlangkutató és Természetvédő Egyesület 1986 és 2006 között 10 téli, 2 tavaszi és 10 nyári (összesen 22) denevér-megfigyelést végzett, amelyek közül csak 2 téli és 1 nyári volt eredményes. A barlangban végzett denevér-megfigyelésekkel kapcsolatos irodalom Juhász Márton 3 kéziratából áll.
| Dátum               | Rhin. hip. | Bar. bar. | Myo. myo. |
| ------------------- | ---------- | --------- | --------- |
| 1997. augusztus 17. | –          | –         | 1         |
| 2000. december 27.  | 1          | –         | –         |
| 2004. december 22.  | –          | 1         | –         |

## Denevér-megfigyelések
| \| Dátum \| Összesen \| Rhin. hip. \| Bar. bar. \| Myo. myo. \| indet sp. \| \| ------------------- \| -------- \| ---------- \| --------- \| --------- \| --------- \| \| 1986. január 5. \| – \| – \| – \| – \| – \| \| 1997. május 28. \| – \| – \| – \| – \| – \| \| 1997. augusztus 17. \| 1 \| – \| – \| 1 (?) \| 1 (?) \| \| 2000. december 27. \| 1 \| 1 \| – \| – \| – \| \| 2001. február 25. \| – \| – \| – \| – \| – \| \| 2001. június 23. \| – \| – \| – \| – \| – \| \| 2002. június 23. \| – \| – \| – \| – \| – \| \| 2002. december 29. \| – \| – \| – \| – \| – \| \| 2003. január 28. \| – \| – \| – \| – \| – \| \| 2003. június 22. \| – \| – \| – \| – \| – \| \| 2004. június 29. \| – \| – \| – \| – \| – \| \| 2004. december 22. \| 1 \| – \| 1 \| – \| – \| \| 2006. január 22. \| – \| – \| – \| – \| – \| \| 2006. június 4. \| – \| – \| – \| – \| – \| \| 2009. június 27. \| – \| – \| – \| – \| – \| \| 2009. december 30. \| – \| – \| – \| – \| – \| \| 2010. július 4. \| – \| – \| – \| – \| – \| \| 2010. november 30. \| 1 \| 1 \| – \| – \| – \| \| 2011. június 11. \| – \| – \| – \| – \| – \| \| 2011. december 30. \| 2 \| 1 \| – \| 1 \| – \| \| 2012. július 1. \| – \| – \| – \| – \| – \| \| 2012. december 14. \| 2 \| 2 \| – \| – \| – \| \| 2013. július 5. \| – \| – \| – \| – \| – \| \| 2013. december 23. \| – \| – \| – \| – \| – \| \| 2014. február 8. \| 2 \| 2 \| – \| – \| – \| \| 2014. június 28. \| – \| – \| – \| – \| – \| |          |            |           |           |           |
| Dátum | Összesen | Rhin. hip. | Bar. bar. | Myo. myo. | indet sp. |
| 1986. január 5. | –        | –          | –         | –         | –         |
| 1997. május 28. | –        | –          | –         | –         | –         |
| 1997. augusztus 17. | 1        | –          | –         | 1 (?)     | 1 (?)     |
| 2000. december 27. | 1        | 1          | –         | –         | –         |
| 2001. február 25. | –        | –          | –         | –         | –         |
| 2001. június 23. | –        | –          | –         | –         | –         |
| 2002. június 23. | –        | –          | –         | –         | –         |
| 2002. december 29. | –        | –          | –         | –         | –         |
| 2003. január 28. | –        | –          | –         | –         | –         |
| 2003. június 22. | –        | –          | –         | –         | –         |
| 2004. június 29. | –        | –          | –         | –         | –         |
| 2004. december 22. | 1        | –          | 1         | –         | –         |
| 2006. január 22. | –        | –          | –         | –         | –         |
| 2006. június 4. | –        | –          | –         | –         | –         |
| 2009. június 27. | –        | –          | –         | –         | –         |
| 2009. december 30. | –        | –          | –         | –         | –         |
| 2010. július 4. | –        | –          | –         | –         | –         |
| 2010. november 30. | 1        | 1          | –         | –         | –         |
| 2011. június 11. | –        | –          | –         | –         | –         |
| 2011. december 30. | 2        | 1          | –         | 1         | –         |
| 2012. július 1. | –        | –          | –         | –         | –         |
| 2012. december 14. | 2        | 2          | –         | –         | –         |
| 2013. július 5. | –        | –          | –         | –         | –         |
| 2013. december 23. | –        | –          | –         | –         | –         |
| 2014. február 8. | 2        | 2          | –         | –         | –         |
| 2014. június 28. | –        | –          | –         | –         | –         |